# Makuntima Kisombe
Makuntima Kisombe (10 ottobre 1992) è un calciatore della Repubblica Democratica del Congo, centrocampista dell'Motema.

## Carriera
Ha esordito con la Nazionale nel 2013.